# Gimmelwald

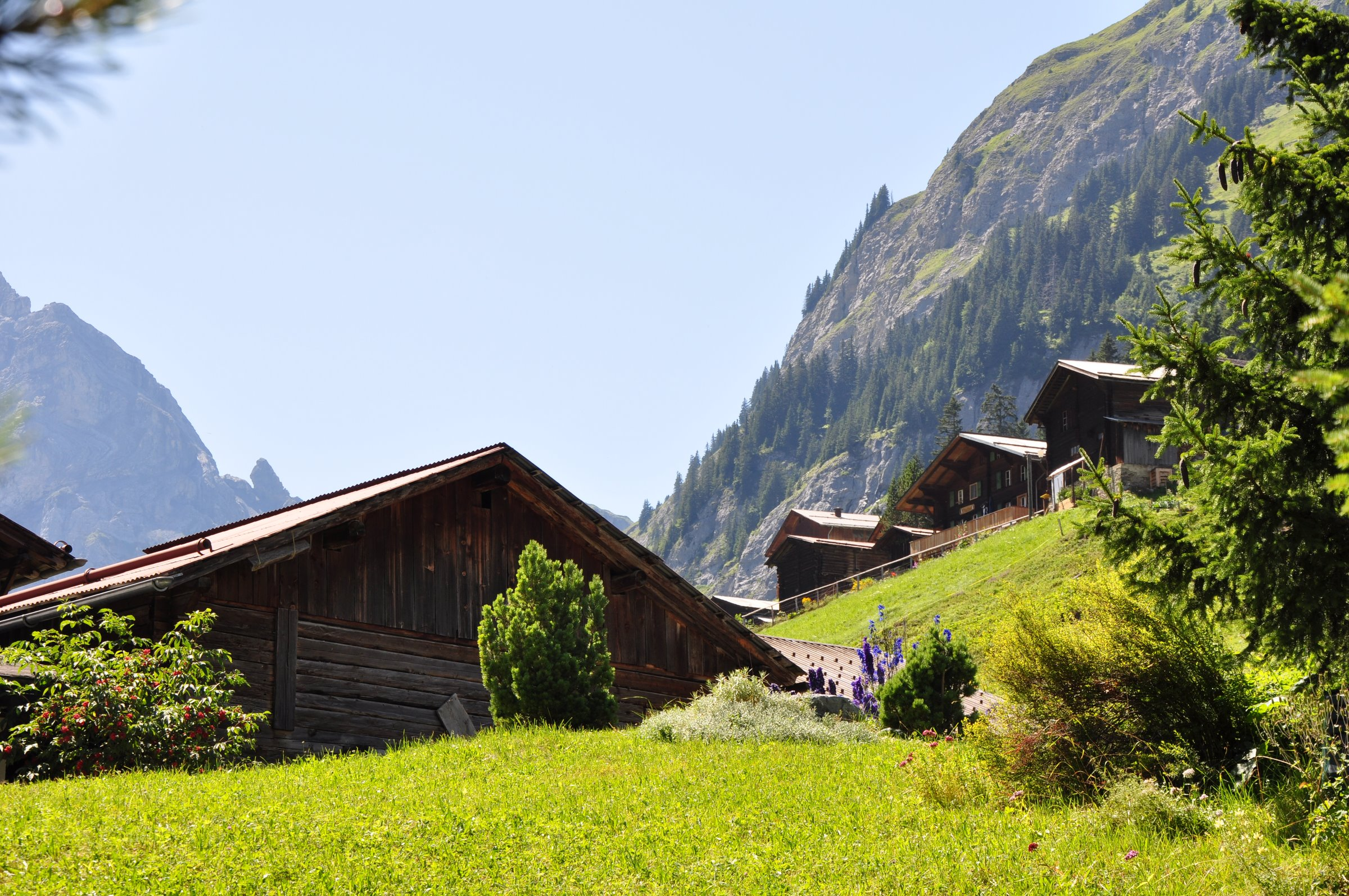
Suiza, Cantón de Berna, Gimmelwald

Gimmelwald es un pequeño pueblo libre de tráfico en el Oberland bernés en el Cantón de Berna, Suiza, y se encuentra entre Stechelberg y Mürren, a una altitud de 1363 metros (4472 pies). El pueblo está al pie del sitio Patrimonio de la Humanidad de la UNESCO, el Área Protegida Jungfrau-Aletsch. Gimmelwald es un pueblo lineal alemán y un asentamiento walser mencionado por primera vez en una factura de venta en 1346. Debido a su paisaje urbano muy típico y excepcional, Gimmelwald forma parte del inventario de patrimonio suizo.
En el año 2003 la población de Gimmelwald era de 130 personas. La escuela local cerró en 2010 debido al pequeño número de estudiantes y ahora los estudiantes asisten a la escuela en Lauterbrunnen. El edificio de la escuela fue comprado en 2019 por una cooperativa para convertir el edificio de la escuela en apartamentos y evitar que se utilizara como apartamento de vacaciones.

## Política
Gimmelwald, junto con Wengen, Mürren, Isenfluh, Stechelberg y Lauterbrunnen, pertenece al municipio de Lauterbrunnen. La parroquia cubre todo el valle.

## Turismo
La principal fuente de ingresos para Gimmelwald es el turismo, y el pueblo cuenta con un pequeño hotel, una antigua pensión (ahora un hotel británico), un bed & breakfast y el Mountain Hostel. Gimmelwald se salvó de ser desarrollado como una gran estación de esquí al ser declarado zona de avalancha, lo cual es solo parcialmente cierto.
Gimmelwald tiene una via ferrata de 2.2 km de largo que conecta con el vecino pueblo de Mürren.